# كوماموناسية تستوستيرونية
كوماموناسية تستوستيرونية (الاسم العلمي: Comamonas testosteroni) هي نوع من البكتيريا، سلبية الغرام، تتبع جنس الكوماموناسية.